# Cold Wind
«Cold Wind» (en español: «Viento Frío») es un sencillo de la banda de indie rock canadiense Arcade Fire. La canción no se encuentra en ninguno de sus álbumes de estudio. Fue lanzado en agosto de 2005 a través de Merge Records, y apareció en la banda sonora de televisión Six Feet Under, Vol. 2: Everything Ends La canción fue interpretada en vivo durante la repetición de la banda el 1 de junio de 2007 a Hearst Greek Theatre de Berkeley, como la letra de la canción se refieren a San Francisco.
El sencillo fue presionado en claro vinilo de 7" y contó con la cubierta de la banda de «Brazil» (conocido como «Aquarela do Brasil»). El sencillo está fuera de impresión.

## Lista de canciones
Sencillo en CD:
1. «Cold Wind» – 3:12
2. «Brazil» – 3:54